# Ла-Трамблад
Ла-Трамбла́д (фр. La Tremblade) — коммуна во Франции, находится в регионе Новая Аквитания. Департамент коммуны — Шаранта Приморская. Входит в состав кантона Ла-Трамблад. Округ коммуны — Рошфор.
Код INSEE коммуны — 17452.

## Население
Население коммуны на 2010 год составляло 4584 человека.
| 1962 | 1968 | 1975 | 1982 | 1990 | 1999 | 2010 |
| ---- | ---- | ---- | ---- | ---- | ---- | ---- |
| 4685 | 4925 | 5148 | 4686 | 4623 | 4664 | 4584 |

## Достопримечательности
В морском музее Ла-Трамблада экспонируется лодка советского путешественника Е. П. Смургиса.
После теракта в Париже 7 января 2015 года площадь у городской библиотеки названа именем еженедельника  «Шарли Хебдо».